# (8331) Dawkins
(8331) Dawkins (1982 KK1) est un astéroïde de la ceinture principale, découvert le 27 mai 1982 par Carolyn S. Shoemaker et Schelte J. Bus à l'observatoire Palomar. 
L'astéroïde tire son nom du célèbre biologiste, professeur et écrivain Richard Dawkins.